# Chaillé-sous-les-Ormeaux
Chaillé-sous-les-Ormeaux foi uma comuna francesa na região administrativa da Pays de la Loire, no departamento de Vendéia. Estendia-se por uma área de 17,5 km². Em 2010 a comuna tinha 1 269 habitantes (densidade: 72,5 hab./km²).
Em 1 de janeiro de 2016, passou a formar parte da nova comuna de Rives de l'Yon.